# Disophrys blandula
Disophrys blandula är en stekelart som beskrevs av Günther Enderlein 1920. Disophrys blandula ingår i släktet Disophrys och familjen bracksteklar. Inga underarter finns listade i Catalogue of Life.